# Харченко Олексій Андрійович
Олексій Андрійович Харченко (нар. 11 вересня 1987, Чирчик, Узбецька РСР, СРСР) — український військовий і державний діяч, голова Луганської обласної державної адміністрації з 17 квітня 2025 року. Керівник військово-цивільної адміністрації Сєвєродонецька (30 Вересня 2024 — 17 квітня 2025).

## Життєпис
Олексій Андрійович Харченко народився 11 вересня 1987 року в м.Чирчик Узбецької РСР.
Має три вищі освіти і науковий ступінь доктора філософії.
Його загальний трудовий стаж становить 15 років 19 місяців, з яких майже 13 років — на посадах державної служби. Зокрема 7 років віддав Державній прикордонній службі України.
З 2021 по 2023 рік працював у Державній інспекції архітектури та містобудування України. Спочатку-на посаді головного спеціаліста, а потім очолив Департамент державного архітектурно-будівельного контролю.
Розпорядженням глави держави № 102/2024-рп Олексій Харченко призначений начальником Сєвєродонецької міської Військової адміністрації Сєвєродонецького району Луганської області.
З 17 квітня 2025 року — голова Луганської обласної державної адміністрації.